# Fantasio (Smyth)
Pour les articles homonymes, voir Fantasio.
Fantasio est un opéra-comique en deux actes de la compositrice britannique Ethel Smyth, sur un livret en allemand de la compositrice et Henry Brewster, composé en 1892 et créé en 1898 à Weimar.

## Contexte et création
Ethel Smyth compose Fantasio, phantastische Comödie, en allemand, sur un livret extrait du Fantasio d'Alfred de Musset. Elle compose son premier opéra à la demande d'Hermann Levi, après que ce dernier a pris connaissance de sa Messe en ré. L'œuvre est ainsi composée pour un concours d'où elle ne ressort par victorieuse, mais fait partie des dix ouvrages « fortement recommandés » par Hermann Levi. L'œuvre devait être créée puis jouée à Karlsruhe, Dresde et Leipzig, sous la direction de Felix Mottl. Elle est finalement créée le 24 mai 1898 sous la direction de Bernhard Stavenhagen au Hoftheater de Weimar.

## Rôles
| Rôles             | Voix | Interprètes de la première (24 mai 1898) Direction : Bernhard Stavenhagen |
| ----------------- | ---- | ------------------------------------------------------------------------- |
| Danila            |      | Agnes Stavenhagen                                                         |
| Comtesse Anna     |      | Anna Hoffmann                                                             |
| Fantasio          |      | Heinrich Zeller                                                           |
| Comte de Croatie  |      | Rudolf Gmür                                                               |
| Marinoni          |      | Leonard von Szpinger                                                      |
| Roi d'Herzegovine |      | Herman Bucha                                                              |